# Miloš Biković

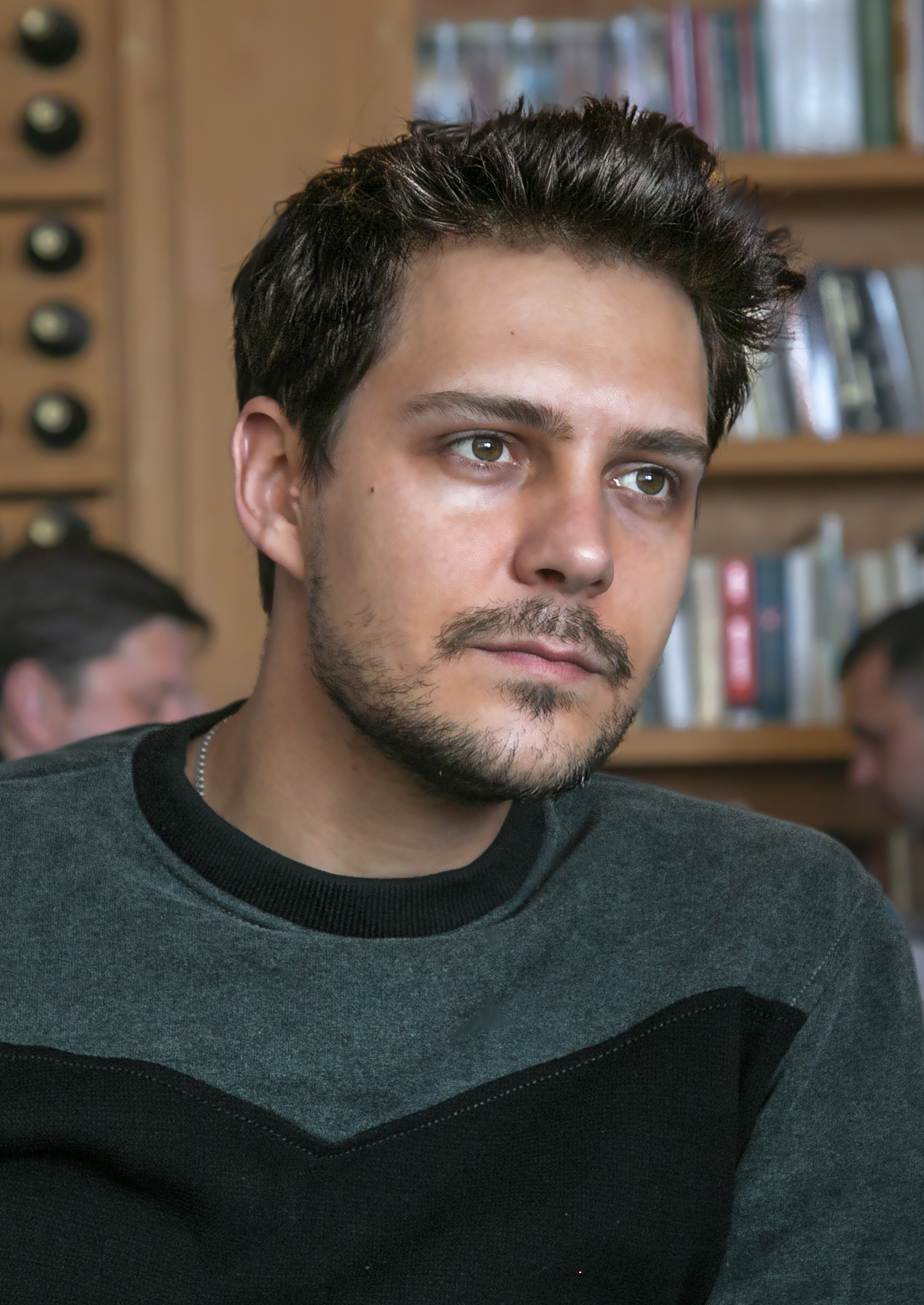
Miloš Biković (2019)

Miloš Biković (serbisch-kyrillisch Милош Биковић; * 13. Januar 1988 in Belgrad, SFR Jugoslawien) ist ein serbischer Schauspieler.

## Leben und Karriere
Biković Eltern ließen sich scheiden, als er noch ein Kind war. Da der Vater nach Deutschland auswanderte, wuchs er mit seinem älteren Bruder bei der Mutter auf. Sein Bruder lebt als serbisch-orthodoxer Mönch. Biković besuchte das XIV. Gymnasium in Belgrad und spricht neben seiner Muttersprache Serbisch, Englisch, Russisch und Deutsch. Aktuell promoviert er an der Universität der Künste Belgrad.
Er debütierte 2004 als Schauspieler in der Fernsehserie Stizu dolari. In den nächsten Jahren folgten weitere Rollen in serbischen Fernsehserien. Er wirkte in einigen russischen Film- und Serienproduktionen mit wie Jenseits der Realität oder Coma. 2013 war er im deutschen Kurzfilm Great zu sehen.
Am 4. Oktober 2018 wurde er von Wladimir Putin mit der Puschkin-Medaille ausgezeichnet.
War Biković Anfang des Jahres 2024 für die dritte Staffel der Satireserie The White Lotus vorgesehen, beendete HBO im Februar 2024 die Zusammenarbeit mit Bikovic, bevor sie begonnen hatte, nachdem das Außenministerium der Ukraine, das ihn beschuldigte, den russischen Überfall auf die Ukraine zu befürworten, Kritik an der Anstellung von Bikovic geübt hatte.

## Diskografie

### Singles (Auswahl)
- 2020: Darja (mit Bajaga i Instruktori)
- 2023: Танцуешь со мной
- 2024: Добро пожаловать в рай (mit Dima Bilan)
- 2024: Гори, гори

## Filmografie
- 2004–2006: Stizu dolari (Стижу долари) (Fernsehserie, 29 Episoden)
- 2006–2011: Bela ladja (Fernsehserie, 35 Episoden)
- 2007–2008: Vratice se rode (Вратиће се роде) (Fernsehserie, 5 Episoden)
- 2009: Assignment: 10 minutes (Zadatak: 10 minuta) (Kurzfilm)
- 2010: Puls (Kurzfilm)
- 2010: Montevideo: Taste of a Dream (Montevideo, Bog te video!/Монтевидео, Бог те видео!)
- 2011: Mesano meso (Мешано месо) (Fernsehserie, Episode 1x01)
- 2012: Sesir profesora Koste Vujica (Шешир професора Косте Вујића)
- 2012–2014: Montevideo, Bog te video! (Fernsehserie, 27 Episoden)
- 2013: Great (Kurzfilm)
- 2013: Sesir profesora Koste Vujica (Шешир професора Косте Вујића) (Fernsehserie, 8 Episoden)
- 2013–2014: Ravna Gora (Fernsehserie, 5 Episoden)
- 2014: Love Isn’t Always on Time (Kad ljubav zakasni)
- 2014: See You in Montevideo (Montevideo, vidimo se!/Монтевидео, видимо се!)
- 2014: Samac u braku (Монтевидео, Бог те видео!) (Mini-Serie, 9 Episoden)
- 2014: Sunstroke (Solnechnyy udar)
- 2015: We Will Be the World Champions (Bicemo prvaci sveta)
- 2015: Soulless 2 (Dukhless 2/Духless 2)
- 2015: For King and Homeland (Za kralja i otadzbinu)
- 2015: Love with an Accent and Without (Bez granits)
- 2016: Prvaci sveta (Fernsehserie, 12 Episoden)
- 2016: Sumnjiva lica (Fernsehserie, 3 Episoden)
- 2016–2017: Otel Eleon (Fernsehserie, 8 Episoden)
- 2017: Myths About Moscow (Mify/Мифы о Москве)
- 2017–2019: Krylya Imperii (Крылья империи) (Fernsehserie, 12 Episoden)
- 2018: Immer, wenn du bei mir bist (Lyod/Лёд)
- 2018: Jenseits der Realität (Sa granju realnosti/За гранью реальности)
- 2018: South Wind (Juzni vetar/Јужни ветар)
- 2018: Grand (Гранд) (Fernsehserie, 13 Episoden)
- 2019: Lajkuj me milion puta (Kurzfilm)
- 2019: Coma (Кома)
- 2019: Der Knecht – Einmal Mittelalter und zurück (Kholop/Холоп)
- 2019: Balkan Line
- 2020: Senke nad Balkanom (Сенке над Балканом) (Fernsehserie, 2x10)
- 2020: Hotel Belgrad (Hotel Belgrade)
- 2020: Magomaev (Магомаев) (Mini-Serie, 8 Episoden)
- 2020: Juzni vetar (Јужни ветар) (Fernsehserie, 14 Episoden)
- 2023: The Challenge – Die Herausforderung (Вызов)